# Bezenčukskij rajon
Il Bezenčukskij rajon (in russo Безенчукский район?) è un rajon dell'Oblast' di Samara, nella Russia europea. Istituito nel 1935, il suo capoluogo è Bezenčuk.